# Marah inermis
Marah inermis là một loài thực vật có hoa trong họ Cucurbitaceae. Loài này được (Congdon) Dunn mô tả khoa học đầu tiên năm 1913.